# أسل طومسوني
أسل طومسوني (الاسم العلمي: Juncus thomsonii) نوع نباتي يتبع جنس الأسل وينتمي إلى الفصيلة الأسلية.